# Melocactus matanzanus
A Melocactus matanzanus a kaktuszfélék családjába tartozó növény. 
Akárcsak a Melocactusok nemzetségének többi tagjánál, ennél a fajnál is a növény tetején helyezkedik el a cephalium, amely egy gyapjas-sörtés rész, ahol sűrűn helyezkedik el a tövispárna, melynek megnevezése az areola. A növény virágai kizárólag ebből a részből fejlődhetnek ki.
A Melocactus matanzanust köznapi nevén törpe türksapkás kaktusznak nevezik. A növény nevét a kubai Matanzanus városról kapta, mivel e település környékén őshonos.

## Élőhelye
A Melocactus matanzanus Észak-Kubában őshonos, Matanzanus város közelében.

## Jellemzése
A Melocactus matanzanus egy gömbölyded formájú, húsos szárú, évelő növény. Magassága elérheti a 7–9 cm-t, míg átmérője 8–9 cm-es szokott lenni. Világoszöld törzsén 8-9 borda, vagy több borda található. Tüskéi szürkésbarnák, vagy fehér színűek. A középső tüske a leghosszabb a maga átlag 2 hüvelykével, míg a sugarasan kiálló többi tüske körülötte csak 1,2-2 hüvelyk hosszúságú. Amikor a növény elér egy bizonyos kort a tetején elkezd kifejlődni a cephalium, amelyből később kifejlődnek a virágai. A cephalium vörösesbarna színű a Melocactus matanzanuson. Virágai 5–6 cm átmérőjűek, míg hosszuk két hüvelyknyi. A virágok színe kárminszínű. 

## Veszélyeztetettsége
E kaktuszfaj egyedeit nem veszélyeztetettek, mivel világszerte elterjedt dísznövényről van szó.

## Fordítás
Ez a szócikk részben vagy egészben  a   Melocactus matanzanus című angol Wikipédia-szócikk ezen változatának fordításán alapul.  Az eredeti cikk szerkesztőit annak laptörténete sorolja fel. Ez a jelzés csupán a megfogalmazás eredetét és a szerzői jogokat jelzi, nem szolgál a cikkben szereplő információk forrásmegjelöléseként.